# Famille de Catane
La Famille de Catane, également appelée aujourd’hui la Famille Santapaola-Ercolano, est une organisation criminelle de la Cosa nostra qui domine les activités du crime organisé dans la ville de Catane et sa province.
La Mafia de Catane reste une force influente sous le contrôle de la famille Santapaola-Ercolano. Elle s’est modernisée, poursuivant ses activités par l’extorsion, le trafic de drogue et l’infiltration d’entreprises légales, tout en conservant des liens profonds et une capacité à renouveler son leadership.

## Histoire
Pendant de nombreuses décennies, la présence de la mafia à Catane a été niée à la fois par les médias et par l’opinion publique. La ville a conservé une image relativement épargnée par le crime organisé. Cette perception a été soigneusement cultivée, en partie grâce à l’influence que la mafia locale exerçait sur les médias, ainsi qu’à ses alliances stratégiques avec des hommes d’affaires et des politiciens. L'un des premiers récits documentés de l'activité mafieuse dans la ville est l'arrivée en 1925 à Catane de la famille Tagliavia, venue de Palerme, dans le but de tirer profit des opérations de jeu illégal. Pour mener leurs affaires, cependant, les Palermitains avaient besoin d'alliés locaux. Plusieurs initiations mafieuses ont suivi, et des figures telles que Giuseppe Indelicato et Agatino Florio sont devenues des hommes d'honneur. À l'époque, Antonino Saitta, un natif de Catane déjà reconnu comme homme d'honneur, était en prison. À sa libération, il devint le premier représentant officiel de la Cosa Nostra à Catane, suivi par son neveu Giuseppe Calderone dans les années 1960. Sous Calderone, la mafia catanienne se structure avec des initiations clés, notamment celles de Benedetto Santapaola et des membres des familles Ferrera et Ercolano. Dans les années 1970, Santapaola s’allie à Totò Riina, lance une guerre contre les Cursoti, et finit par évincer Calderone, assassiné en 1978. Santapaola prend le contrôle total, élimine ses rivaux, s’impose dans les cercles politiques et économiques, et bâtit un empire criminel marqué par des assassinats et massacres publics. Fugitif après l’assassinat du général Dalla Chiesa, il est capturé en 1993. Dans les années 1990, son fils Vincenzo assure discrètement la continuité, éliminant même son cousin Angelo pour consolider le pouvoir. Le clan Ercolano, allié des Santapaola, reste influent, notamment à travers Aldo Ercolano, condamné pour plusieurs crimes,.
Plus récemment, Vincenzo “Enzo” Ercolano utilise son entreprise Geotrans pour des activités mafieuses, malgré les sanctions judiciaires. L’alliance Santapaola-Ercolano demeure puissante et profondément enracinée à Catane.
En 2010, les autorités italiennes ont découvert une alliance criminelle entre le Clan des Casalesi de la Camorra et les Santapaola, formant un cartel de fixation des prix dans le secteur du transport de fruits et légumes. L’enquête a conduit à l’arrestation de 60 individus, dont Giuseppe Ercolano, beau-frère du parrain Nitto Santapaola. Cette organisation imposait un monopole sur le transport des produits, notamment à partir du marché de Fondi, forçant les commerçants à utiliser une entreprise sicilienne dirigée par Ercolano. En 2024, les autorités anti-mafia ont confisqué des biens d’une valeur de 100 millions d’euros liés au clan Santapaola-Ercolano. La saisie a démantelé un vaste empire commercial dirigé par Antonino et Carmelo Paratore, actifs dans plusieurs secteurs, dont le nettoyage hospitalier et la gestion des déchets. Le lien avec le parrain Maurizio Zuccaro a été confirmé, un élément clé du clan Santapaola-Ercolano, actuellement en prison à perpétuité,.
En septembre 2024, des enquêtes ont révélé que Francesco Russo, l’actuel chef par intérim du clan Santapaola-Ercolano, gérait les opérations d'extorsion. Des écoutes téléphoniques ont montré qu’il autorisait les extorsions, y compris de restaurants et de membres protégés par d’autres clans. Cette situation montre les tensions internes et l'autorité de Russo au sein de la mafia.
En 2025, une opération anti-mafia à grande échelle menée à Catane et Messine a exposé un réseau criminel puissant géré par les clans Cappello-Cintorino et Santapaola. Ce réseau était impliqué dans le trafic de drogue, l’extorsion et le contrôle territorial sur la côte ionienne de la Sicile. L’enquête a conduit à l’arrestation de 39 personnes et à la saisie de 140 kg de drogues, dont du cannabis, du haschisch et de la cocaïne. Les clans extorquaient des entrepreneurs, des hôteliers et même des opérateurs touristiques, infligeant des représailles violentes à ceux qui refusaient de se conformer. L’enquête a également révélé des tentatives d’influence sur la politique locale, notamment lors des élections régionales de 2022, bien que sans accusation formelle de fraude électorale.